# José Brisart
José Brisart (Lessen, 26 april 1954 - 23 juni 2015) was een Belgisch volksvertegenwoordiger.

## Levensloop
Brisart werd beroepshalve steenhouwarbeider. 
Hij was syndicaal actief bij de FGTB en militeerde in verschillende vredesbewegingen. Ook werd hij lid van de groene partij Ecolo.
Van 1985 tot 1987 en van 1991 tot 1995 zetelde Brisart voor het arrondissement Zinnik in de Kamer van volksvertegenwoordigers. Door het toen bestaande dubbelmandaat zetelde hij ook in de Waalse Gewestraad en de Raad van de Franse Gemeenschap. In de Waalse Gewestraad was hij van 1992 tot 1995 Ecolo-fractievoorzitter en gemeenteraadslid.
In 1995 kwam zijn parlementaire loopbaan ten einde, maar hij bleef actief in de lokale Ecolo-afdeling van Lessen.